# 409 in Your Coffeemaker
«409 In Your Coffeemaker» es una canción de la banda de estadounidense de punk rock Green Day, que figura como la tercera pista de su EP Slappy de 1990 y como la pista número 13 del recopilatorio 1,039/Smoothed Out Slappy Hours de 1990. La canción jamás ha sido lanzada como sencillo, sin embargo es considerada como uno de los grandes clásicos de la banda.

## Significado
La canción hace referencia a 409, el cual es un limpiador y desinfectante. La historia dice que Billie Joe Armstrong estaba aburrido en el colegio, por lo que puso 409 en el café de un maestro. Explíctamente, la canción habla sobre el aburrimiento que siente Billie al estar en la escuela, pero de un modo más profundo, se puede entender que la escuela tiene reglas muy estrictas que terminan por matar la creatividad y los sueños de los alumnos, además de que el sistema educativo no ayuda a definir una verdadera vocación en la vida. También habla de como los alumnos con malas notas son llamadas perezosos y buenos para nada, lo cual terminan creyendo.

## Interpretaciones en vivo
«409 in Your Coffeemaker» no es una canción que suela tocarse seguido en vivo, ya que desde 1993, la banda la ha tocado en menos de 10 ocasiones. Previo a esto, era una canción que figuraba constanmente en los setlists de la época previa a firmar con Reprise Records. No se tiene con exactitud la fecha de la primera vez que se le tocó frente a un público, pero el registro más antiguo data del 1 de enero de 1990.

## Versiones
La versión original fue lanzada en el EP Slappy de 1990, versión que sería incluida en el recopilatorio 1,039/Smoothed Out Slappy Hours de 1991, en donde se incluían todas las canciones de 1,000 Hours, 39/Smooth y Slappy.
En 1994, se lanzó una nueva versión regrabada en el sencillo de Basket Case. El motivo de esto, fue que por motivos de contrato, la banda podía regrabar solo 2 canciones de las canciones lanzadas con Lookout Records, por lo que se decidieron por esta y Welcome to Paradise. El nombre que recibió esta nueva versión fue el de 409 in Your Coffeemaker (Unmixed)

## Personal
- Billie Joe Armstrong – voz, guitarra
- Mike Dirnt – bajo, coros
- Al Sobrante – batería, percusión (versión original)
- Tré Cool - batería, percusión (versión regrabada)